# Methyl-akrylát
Methyl-akrylát je organická sloučenina, methylester kyseliny akrylové. Používá se na výrobu polyakrylátových vláken a jako reaktant při výrobě léčiv.

## Výroba

### Esterifikace
Methyl-akrylát se vyrábí esterifikací kyseliny akrylové methanolem za přítomnosti kyseliny sírové, p-toluensulfonové nebo kyselých iontoměničů. Používá se transesterifikace, protože methanol a methylakrylát vytvářejí nízkovroucí azeotropní směs (s teplotou varu 62–63 °C).

### Ostatní postupy
Methyl-akrylát lze připravit debromací methyl-2,3-dibrompropanoátu zinkem. Další možností je pyrolýza methylesteru kyseliny mléčné za přítomnosti ethenonu.
Rovněž je možné použít hydrokarboxylaci acetylenu oxidem uhelnatým v přítomnosti methanolu katalyzovanou tetrakarbonylem niklu nebo reakci methylformiátu s acetylenem katalyzovanou přechodnými kovy a propiolaktonu s methanolem či methanu s akrylonitrilem.

## Reakce
Methyl-akrylát je typickým Michaelovým donorem, jeho molekuly na svých koncích snadno reagují s nukleofily; například v zásaditém prostředí reaguje se sulfanem za vzniku thioetheru:
2 CH2CHCO2CH3 + H2S → S(CH2CH2CO2CH3)2
Je také dobrým dienofilem.
Při skladování často podléhá polymerizaci, a proto něj přidává inhibitor, jako například hydrochinon.

## Použití
Methyl-akrylát je po butyl-akrylátu a ethyl-akrylátu třetím nejvýznamnějším akrylátovým esterem, za rok se jej vyrobí kolem 200 000 tun.
Za přítomnosti Lewisových zásad reaguje s aminy v Michaelově reakci za tvorby derivátů β-alaninu, používaných na výrobu amfoterních tenzidů reakcemi s aminy a následnou hydrolýzou.
Další využití methyl-akrylátu spočívá v přípravě 2-dimethylaminoethyl-akrylátu transesterifikační reakcí s dimethylethanolaminem
Methyl-akrylát se používá jako komonomer při výrobě mnoha akrylátových a vinylových polymerů, podobně jako ethyl-akrylát. Při výrobě polyakrylonitrilu zlepšuje možnosti vytvořit ze vzniklého polymeru vlákna.
Společně s dalšími akryláty má také využití při výrobě poly(amidoamin)ových dendrimerů Michaelovou reakcí s primárním aminem.
Methyl-akrylát je také prekurzorem vláken používaných na výrobu koberců.